# Bob Baumhower
Robert Glenn Baumhower (Portsmouth, 4 agosto 1955) è un ex giocatore di football americano statunitense che ha giocato nel ruolo di defensive lineman per tutta la carriera con i Miami Dolphins della National Football League (NFL). Fu scelto nel corso del secondo giro (40º assoluto) del Draft NFL 1977 dai Dolphins. Al college giocò a football all'Università dell'Alabama.

## Carriera professionistica
Baumhower fu scelto nel corso del secondo giro del Draft 1977 dai Miami Dolphins. Baumhower e il compagno A.J. Duhe, formarono il cuore della difesa dei Dolphins soprannominata "Killer B's", guidata dal celebre coordinatore difensivo Bill Arnsparger. Baumhower giocò assieme ai defensive end Doug Betters e Kim Bokamper, mentre le altre stelle della linea includevano l'outside linebacker Bob Brudzinski e i defensive back Lyle Blackwood e Glenn Blackwood. La difesa si classificò al primo posto nella lega nel 1982.
Coi Dolphins raggiunse due Super Bowl, nel 1982 e 1984, perdendoli rispettivamente contro Washington Redskins e San Francisco 49ers

## Palmarès

### Franchigia
- American Football Conference Championship: 2

Miami Dolphins: 1982, 1984

### Individuale
- Convocazioni al Pro Bowl: 5
- PFWA All-Rookie Team - 1977
- Miami Dolphins Honor Roll

## Statistiche
| Partite totali | 130 |
| Intercetti     | 1   |